# Zorko Rejec
Zorko Rejec [zórko rêjec], slovenski domoljub, pravnik, ustanovitelj in voditelj uporniške protifašistične dijaške druščine Črni bratje, * 1915, Grahovo ob Bači † 1996, Šempeter pri Gorici.

## Življenjepis
Doma je bil z Grahovega ob Bači. Rodil se je v dobro situirano družino očetu gradbincu in mati gostilničarki. Leta 1930 je na italijanski realki v Gorici s 4 somišljeniki ustanovil tajno druščino Črni bratje. Organizacija je med časom fašističnih raznorodovalnih ukrepov delovala s plakatiranjem in širjenjem slovenstva. Po štirih mesecih so fašistične oblasti po izdajstvu njihovega sošolca organizacijo odkrili, Rejca in prijatelje (stare od 15 in 18 let) pa aretirali, zaslišali, mučili in zaprli. Leta 1931, ko so ga izpustili iz zapora, je prekoračil državno mejo in pobegnil v Jugoslavijo. Gimnazijo je nadaljeval najprej v Ljubljani in potem v Kragujevcu, kjer je tudi maturiral. V Beogradu je absolviral pravno fakulteto in po drugi svetovni vojni opravljal različne pravniške funkcije. Med drugim je bil predsednik sodišča v Postojni, pomočnik javnega tožilca v Tolminu in sodnik za prekrške v Novi Gorici. Zadnja svoja desetletja je živel v Solkanu. Igral je več glasbil in slikal potrete in pokrajine.
Spomin na dejanja organizacije je zapisan v povesti pisatelja Franceta Bevka Črni bratje (1952), v kateri Rejec nastopa kot Pavlek.